# Giuseppe Natoli
Giuseppe Natoli Gongora, barone di Scaliti (Messina, 9 giugno 1815 – Messina, 25 settembre 1867), è stato un politico e patriota italiano, ministro del Regno d'Italia.

## Biografia

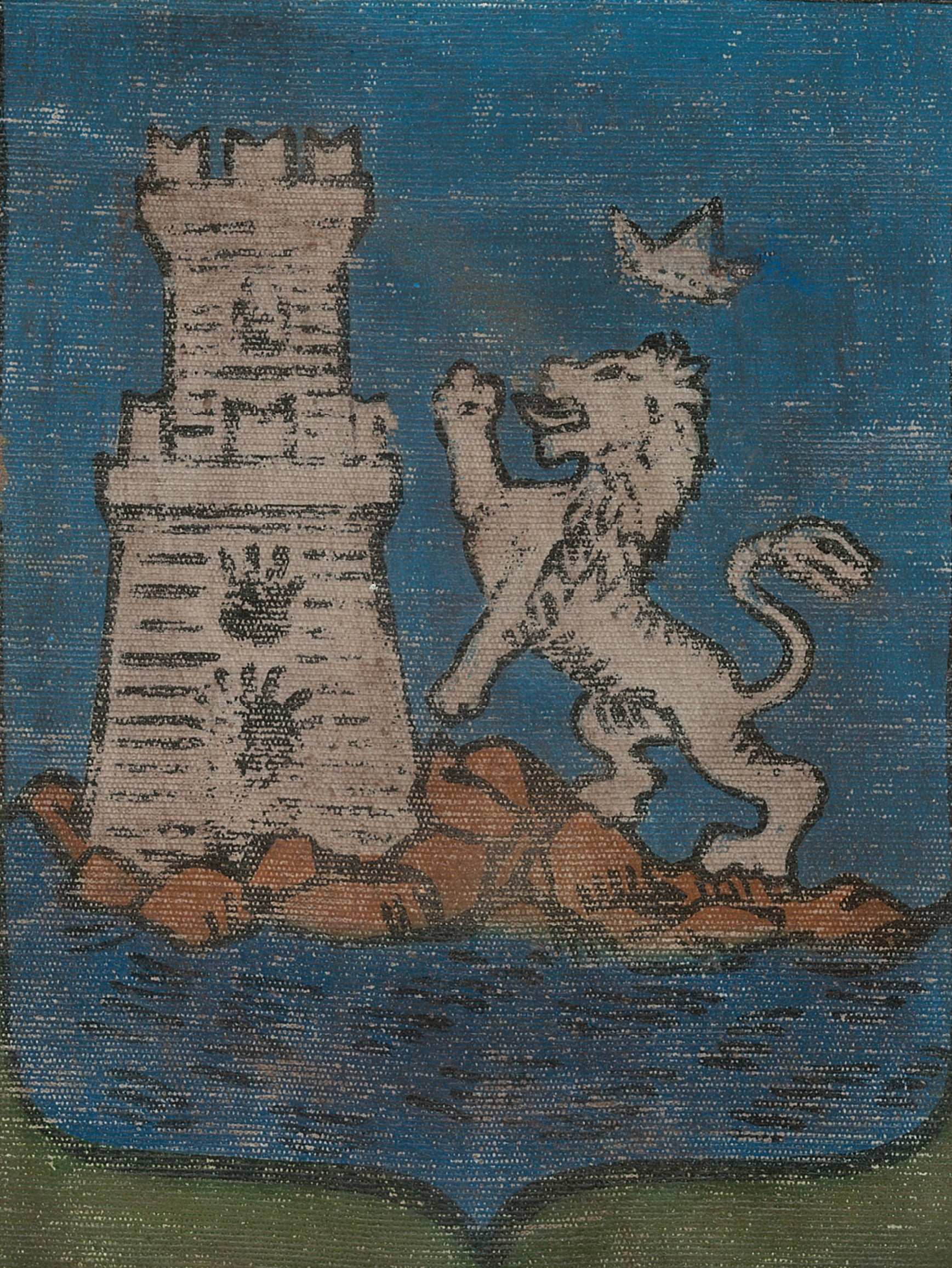
Stemma araldico originale della famiglia del ministro Natoli

Figlio di Giacomo Natoli Gongora di Scaliti, colonnello di cavalleria nel reggimento cacciatori Forìe di Messina del Reale Esercito delle Due Sicilie, e di Emanuela Cianciolo. Il nonno Bartolomeo fu senatore cittadino e proconsole di Messina.
Fu barone di Scaliti, grande ufficiale dell'Ordine Mauriziano e gran cordone dell'Ordine al merito civile e militare di San Marino, sposò Maria Cardile, da cui nel 1846 ebbe il suo unico figlio, Giacomo.

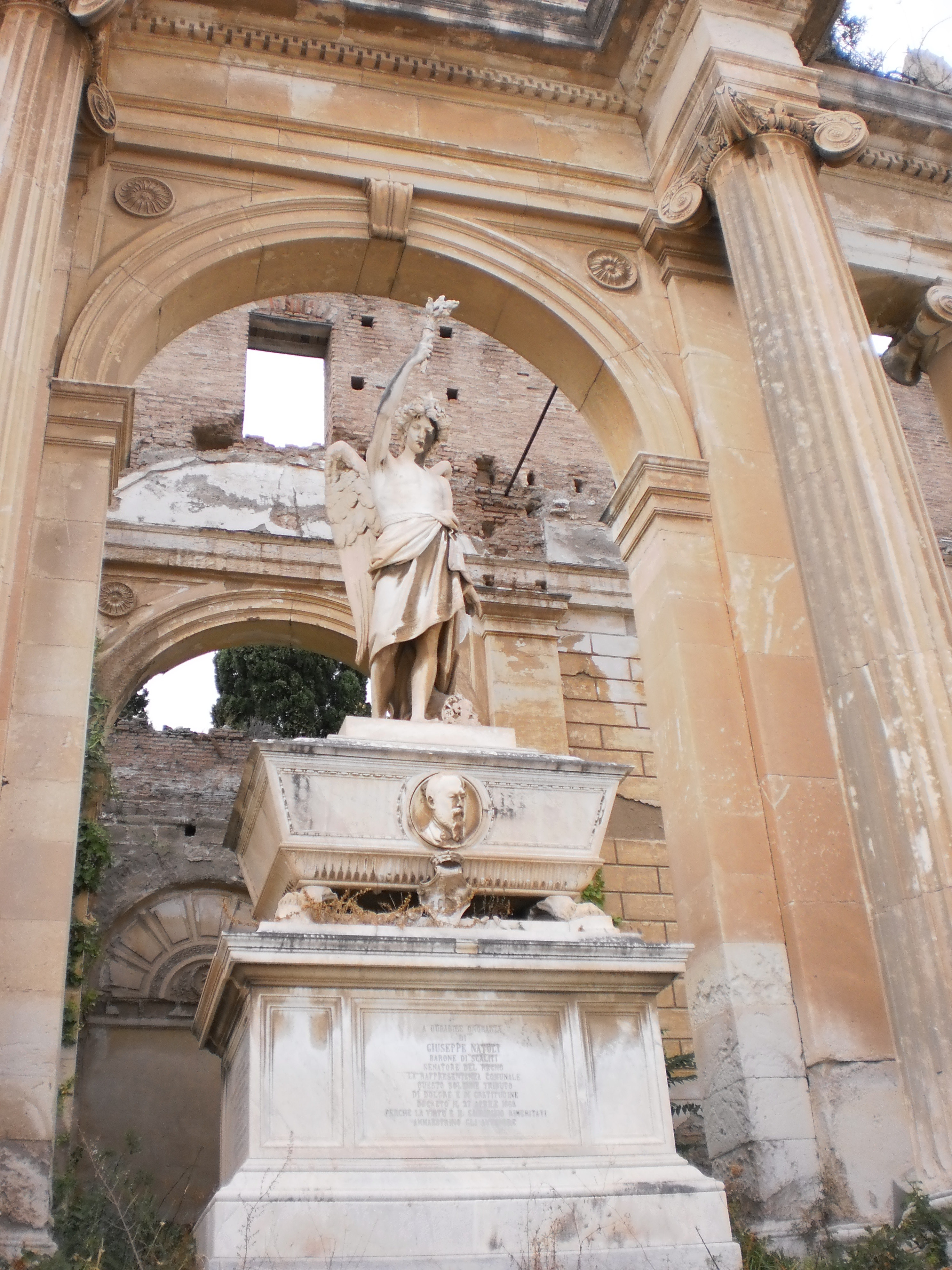
Monumento a Giuseppe Natoli, opera dello scultore Lio Gangeri

Studiò filosofia per laurearsi poi in giurisprudenza a 22 anni all'Università di Palermo, dove divenne professore di diritto civile e procedura. Rifiutò la carica di giudice per non dover lavorare alle dipendenze dello Stato borbonico. Fu membro dell'Accademia Peloritana dei Pericolanti.
Avvocato, giurista e banchiere, massone (fu Gran maestro aggiunto della massoneria del Grande Oriente d'Italia) ed esponente del liberalismo siciliano, entrò nel circolo intellettuale e politico di Francesco De Luca. Partecipò alla Rivoluzione siciliana del 1848 e fu eletto deputato di Messina al neocostituito Parlamento siciliano insieme a Giuseppe La Farina. Dopo la capitolazione siciliana (15 maggio 1849), riparò a Torino. Nel 1853, fu tra i finanziatori della Banca Nazionale degli Stati Sardi. Finanziò inoltre i fratelli Orlando per la realizzazione degli omonimi cantieri navali in Liguria. In quegli anni furono frequenti i suoi incontri, a Parigi e Milano, con il compositore Giuseppe Verdi.
Collaborò con Giacomo Macrì alla realizzazione di una rete di cospiratori nell'isola e sostenne attivamente la campagna di Garibaldi in Sicilia, entrando anche a far parte del suo governo dittatoriale il 27 giugno 1860 (dopo le dimissioni di Francesco Crispi) come segretario di stato per gli Affari Esteri e per il Commercio in sostituzione del barone Casimiro Pisani, fino al 10 luglio.
Dopo il plebiscito rivestì la carica di governatore di Messina dal dicembre 1860 e il 18 febbraio 1861 fu eletto deputato nel nuovo Parlamento "italiano" che il 17 marzo proclamò la nascita del Regno d'Italia.
Sia pure per pochi mesi fu chiamato a reggere il Ministero dell'agricoltura, dell'industria e del commercio nell'ultimo governo Cavour) e il 31 agosto lasciò la Camera perché nominato senatore del Regno da Vittorio Emanuele II.
Dopo la morte di Cavour (6 giugno 1861) assunse l'incarico di prefetto, prima a Brescia (giugno 1861- maggio 1862) e spostato, dopo disordini di piazza, per pochi giorni a Siena quando preferì tornare ai lavori parlamentari. Tornò al governo nel settembre 1864 come Ministro della pubblica istruzione nel primo Governo La Marmora (1864-1865) e per alcuni mesi ebbe anche l'interim all'interno.
Si spense a Messina il 25 settembre 1867, vittima della epidemia di colera, dove era giunto per portare conforto ai propri concittadini.
Suo figlio Giacomo fu per tre volte sindaco di Messina.

## Riconoscimenti
Per onorarne il ricordo, fu tumulato nella cappella dell'Arciconfraternita degli Azzurri. Il 6 luglio 1880, a seguito di una sentitissima petizione popolare e su iniziativa del Comune, la salma del barone Giuseppe Natoli fu riesumata e trasportata con solennità al Gran Camposanto, dove fu posta in un sarcofago contiguo a quello di Giuseppe La Farina.
la città di Messina ne decretò la tumulazione nei sotterranei del famedio al Gran Camposanto, 
Il Consiglio Comunale votò per la costruzione di un monumento dedicato a Giuseppe Natoli e lo commissionò allo scultore Lio Gangeri poi votò all'unanimità per l'intitolazione di una delle strade principali di Messina, Via Giuseppe Natoli.

## Scritti
- "In difesa della Commenda d'Alì dell'ordine costantiniano contro il cav. D. Paolo Granata, memoria per la g. c. civile in Messina", Messina 1847;
- "Discorso pronunciato nella tornata del 12 luglio 1861 sulla condotta politica e parlamentare del deputato signor G. Natoli", 1861;
- "Discorso del senatore Natoli sul progetto di legge pel conguaglio provvisorio dell'imposta fondiaria", Roma 1864;
- "Giuseppe La Farina: discorso postumo del barone Natoli", Palermo, 1869.